# 李松
李 松（り しょう、? - 25年）は、中国の新代の武将・政治家。荊州南陽郡宛県（河南省南陽市宛城区）の人。後漢建国の功臣李通の従弟。更始帝（劉玄）の重臣の李軼との関係は兄弟、従兄弟のいずれになるか不明。李汎の兄。

## 事跡

### 新を攻め滅ぼす
| 姓名           | 李松                                               |
| 時代           | 新代                                               |
| 生没年         | 生年不詳 - 25年（更始3年）                         |
| 字・別号       | 〔不詳〕                                           |
| 本貫・出身地等 | 荊州南陽郡宛県                                     |
| 職官           | 丞相司直〔更始〕→丞相〔更始〕                      |
| 爵位・号等     | -                                                  |
| 陣営・所属等   | 更始帝                                             |
| 家族・一族     | 弟：李汎 一族：李通〔従兄〕 李軼〔兄弟?、従兄弟?〕 |

劉玄が更始帝として即位する以前の李松の事跡は不明である。ただ、李通や李軼と同様に、劉縯・劉秀（光武帝）兄弟の舂陵軍に加わっていた可能性は高い。
更始元年（23年）8月、丞相司直に任じられていた李松は、西屏大将軍申屠建と共に長安攻撃を命じられ、まず武関を攻撃する。まもなく李松、申屠建は、析県（弘農郡）で決起した鄧曄・于匡の援護もあって、武関を破って長安へ攻め入り、王莽を斬り新を滅ぼした。
その後、李松と申屠建は更始帝に皇帝の輿と服を送って、長安への遷都を促し、更始2年（24年）2月、更始帝は長安入りした。李松は趙萌と共に、功臣たちを王に封じるよう更始帝に進言したが、大司馬朱鮪はこれに反対する。しかし、更始帝は李松らの言を容れ、功臣たちを王に封じた。この際に、李松は丞相に昇進し、趙萌と共に内政を総理することになった。

### 赤眉の前に敗死
更始3年（25年）1月、方望・弓林が臨涇（安定郡）で劉嬰（孺子嬰）を天子として擁立すると、李松は討難将軍蘇茂と共に更始帝の命令でこれを討伐し、劉嬰・方望・弓林を斬った。同年3月、洛陽駐屯中の朱鮪と合流して赤眉軍を攻撃したが、大敗を喫した。
王匡、張卬らの更始政権の諸将は、赤眉軍の猛威を避けるため、更始帝に長安を捨てて南陽へ引き返すよう進言した。しかし、更始帝はこれを拒否して、長安へ進撃してくる赤眉を迎え撃つよう命じ、王匡・陳牧・成丹・趙萌は新豊（京兆尹）に駐屯し、李松は掫（京兆尹新豊県鴻門亭）に布陣している。ところが、不満を抱いた張卬らが、長安城内で更始帝に対して兵変を起こし、更始帝は新豊へ逃げ込む。更始帝は陳牧・成丹を粛清したため、王匡は恐れて張卬の下へ逃げ込んだ。ここで李松は更始帝の下に駆けつけ、趙萌と共に長安城内で戦闘し、激戦の末に王匡・張卬らを敗走させている。
しかし、王匡らは赤眉軍に降ってこれに合流し、さらに強大化した赤眉軍が長安に迫る。李松は更始帝の命で長安城外へ出撃したが、赤眉との戦闘に敗北して李松は生け捕られてしまう。赤眉は李松を人質にして、長安の城門校尉を務めていた李松の弟李汎を脅し、城門を開かせた。こうして赤眉は長安に入城して更始政権を滅ぼした。李松自身も用済みとされ､間もなく処刑されている。

## 関連記事
- 新末後漢初